# Русендаль
Русендаль (швед. Rosendals slott, «дворец Долины роз») — королевская резиденция, расположенная в центральной части Стокгольма на острове Юргорден. Была возведена между 1823 и 1827 годами для короля Карла XIV Юхана, первого из шведской королевской династии Бернадотов. Спроектирован для отдыха короля от придворной жизни.

## История
Дворец Русендаль был сооружён по проекту Фредрика Блома, одного из ведущих архитекторов того времени, и Фредрика Августа Линдстремера, архитектора Стокгольма. Им заказали дворец на месте сгоревшего в 1819 году. Линдстремер сделал начальные чертежи. К проекту внес коррективы Блом, помощник Йонаса Линдстремера, отца Фредрика Августа Линдстремера. Вместе с Павильоном королевы (швед. Drottningpaviljongen) во дворце Русендаль был построен и Коттедж гвардии (швед. Vaktstugan) исключительно по проектам Фредерика Августа Линдстремера.
Строительство дворца в 1820 году дало толчок к развитию Юргордена, как элитного жилого района. Когда в 1907 году умер король Оскар II, его наследники решили превратить дворец Русендаль в музей, посвящённый периоду правления короля Карла XIV Юхана. Дворец — уникальный образец европейского ампира, известного в Швеции как стиль Карла Юхана. Этот стиль оставался популярным в Скандинавии даже после того, как он исчез в других странах Европы.
Дворец преимущественно сохранился в том виде, в котором был построен при жизни Карла XIV Юхана. В течение летних месяцев дворец открыт для посетителей.